# ヨルダンの歴史
この項目ではヨルダンの歴史を記述している。

## 中世
7世紀初頭、現在のヨルダンの地域は、661年から750年まで中東の大部分を支配した新しいアラブ・イスラムのウマイヤ朝（最初のイスラム王朝）に統合された。当時、現在のヨルダン王国の首都であるアンマンは、「ジュンド・ディマシュク」（ダマスカスの軍事地区）の主要な町となり、州知事の所在地になった。実際、8世紀初頭からウマイヤ朝改革後の銅貨に「アル・ウルドゥン」（ヨルダン）という名称が使われており、20世紀に近代国家に採用された名称の最古の公式使用例となる。また、ヨルダンでは7世紀後半から8世紀前半の「Halahil Ardth Al-Urdun」（ヨルダンの地の支配者）と書かれた鉛製印章も発見されている。また、ウマイヤ朝時代に鋳造されたアラブ・ビザンチン系の「スタンディング・カリフ」コインにも「アンマン」の鋳造印があることが確認されている。このように、アル・ウルドゥン／ヨルダンとアンマンという名称の使用は、少なくともアラブ・イスラム支配の初期にさかのぼる。
ウマイヤ朝の後継者であるアッバース朝（750-1258）の時代には、アッバース朝が首都をダマスカスからクーファ、後にバグダッドに移したことによる地政学的変化により、ヨルダンは軽視され、低迷し始めた。
アッバース朝衰退後、ヨルダンの一部は十字軍、アイユーブ朝、マムルーク朝、そして1517年頃にアラブ世界の大部分を占領したオスマン帝国など、様々な勢力や帝国に支配されるようになった。

## 近代
19世紀に入ると、当時この地方を支配していたオスマン帝国は、ロシアから逃亡してきたチェルケス人をシリア地方の人口希薄地帯に住まわせるようになり、次第に活気付き始めた。

### OETA
第一次世界大戦後の中央同盟国側であったオスマン帝国は解体される。1920年、イタリアで開かれた連合国のサン・レモ会議（1920年4月19日 - 4月26日）で、現在のレバノン・シリアの地域はフランスの委任統治領へ、ヨルダンを含むパレスチナはイギリスの委任統治領に組み込まれることが決定した。

### トランスヨルダン
フランスとイギリスは、1920年7月ヒジャーズ王国の王族でシリア王だったファイサル1世を追放し、1921年3月にファイサル1世の兄で、シリアからフランスを追い出すことを公言していたアブドゥッラー・ビン＝フサインをヨルダン川両岸の領土に迎え入れてトランスヨルダンを成立させることで、この地域の独立運動の沈静化を図った。アブドゥッラー1世は、紅海に面した交通の要衝であるアカバなど南部地域を併合し、現在のヨルダンの国土の基礎を築いた。
トランスヨルダンは多くのパレスチナのアラブ住民を抱えたが、1923年にアブドゥッラー1世がロンドンでハイム・ヴァイツマンと会い、ヨルダン川西岸のユダヤ人殖民地を認める代わりに自身のアミール（君主）の地位の向上を求めていたとして、パレスチナ民族主義者から強い反発を招くこととなった。
1934年、アブドゥッラー1世は国内のパレスチナとトランスヨルダンを統一して彼の承認のもと首相を選出することを提案したが、ユダヤ人入植者の権利を認める内容だったためパレスチナ側からは疑心を招いた。1936年にはパレスチナ人の反乱が起き、アブドゥッラー1世はイギリスに対しパレスチナ人指導者を追放する要請を密かに行った。
1937年のピール委員会（Peel Commission）でパレスチナの分割案が提示されると彼はアラブ世界でただ1人、この案を条件付きで支持した。
第二次世界大戦後、イギリスはこのパレスチナの委任統治を放棄。これを受けて1946年5月25日に独立を宣言する。

### ヨルダン・ハシミテ王国
1949年6月に国名をヨルダン・ハシミテ王国（英語Hashemite Kingdom of Jordan） に改めた。さらに1948年に発生した第一次中東戦争において東エルサレムを含むヨルダン川西岸地区を占領した。
1951年、アブドゥッラー1世がアミーン・アル・フサイニーによって暗殺される。
1967年の第三次中東戦争でヨルダン川西岸地区は、イスラエルに奪われる。
中東戦争はイスラエルに占領された地域から大量のパレスチナ人の流入をもたらした。加えて1990年代以降には民主化に伴い王室は近代化路線をとり、1994年にヨルダン・イスラエル平和条約に調印し、1979年のエジプトに続き、イスラエルを正式に承認した二番目のアラブ国家となった。前記の近代化路線や、イスラエルとの平和条約の締結に反対する保守派やイスラム主義派が台頭して国内の不安定要因となっている。